# Martinus Novianto
Martinus Novianto Ardhi (sinh ngày 3 tháng 11 năm 1995) là một cầu thủ bóng đá người Indonesia hiện tại thi đấu ở vị trí tiền đạo cho Persikad Depok.

## Sự nghiệp câu lạc bộ
Ngày 13 tháng 1 năm 2015, Martinus ký bản hợp đồng 1 năm với Bali United để thi đấu Indonesia Super League 2015.
Anh có màn ra mắt ngày 4 tháng 4 năm 2015, đá chính, thất bại 2–1 trước Perseru Serui.

## Sự nghiệp quốc tế
Martinus từng đại diện Indonesia ở cấp độ U-19 và U-21.

## Thống kê sự nghiệp

### Câu lạc bộ
Tính đến 12 tháng 4 năm 2015.
| Câu lạc bộ          | Mùa giải            | Giải vô địch           | Giải vô địch | Giải vô địch | Piala Indonesia | Piala Indonesia | Châu Á  | Châu Á    | Khác    | Khác      | Tổng    | Tổng      |
| Câu lạc bộ          | Mùa giải            | Hạng đấu               | Số trận      | Bàn thắng    | Số trận         | Bàn thắng       | Số trận | Bàn thắng | Số trận | Bàn thắng | Số trận | Bàn thắng |
| ------------------- | ------------------- | ---------------------- | ------------ | ------------ | --------------- | --------------- | ------- | --------- | ------- | --------- | ------- | --------- |
| Bali United         | 2015                | Indonesia Super League | 2            | 0            | 0               | 0               | —       | —         | —       | —         | 2       | 0         |
| Bali United         | Tổng                | Tổng                   | 2            | 0            | 0               | 0               | —       | —         | —       | —         | 2       | 0         |
| Tổng cộng sự nghiệp | Tổng cộng sự nghiệp | Tổng cộng sự nghiệp    | 2            | 0            | 0               | 0               | —       | —         | —       | —         | 2       | 0         |